# Viguieriotidae
Viguieriotidae is een familie van zachte koralen uit de klasse der Anthozoa (Bloemdieren).

## Geslacht
- Studeriotes Thomson & Simpson, 1909